# Викторин из Подебрад
Викторин из Подебрад (чеш. Viktorín z Poděbrad, нем. Viktorin von Münsterberg und Troppau; 11 июля 1443, Цешин — 30 сентября 1500, Цешин) — граф Кладский (1459—1472), князь Зембицкий (1462—1472) и Опавский (1465—1485) (до 1472 года правил совместно с братьями Йиндржихом I и Гинеком).

## Биография
Представитель чешского дворянского рода панов из Подебрад. Второй сын Йиржи из Подебрад (1420—1471), короля Чехии (1458—1471), и его первой супруги, Кунгуты из Штернберка (1425—1449). Так как старший брат Викторина Бочек имел определённую умственную отсталость, король Йиржи считал Викторина своим главным наследником. С юных лет Викторин был верным исполнителем политики своего отца, который, однако, не видя шансов на передачу чешской короны своему потомству, старался добиться пожалования им земельных владений в Силезии.
В 1459 году, когда Йиржи из Подебрад был утверждён императором Священной Римской империи Фридрихом III в качестве короля Чехии, Викторин получил титул имперского князя и достоинство графа Клодзкого. В 1462 году за Викторином из Подебрад был подтверждён титул имперского князя, на этот раз вместе с младшими братьями Йиндржихом I и Гинеком. В том же году король Йиржи передал трём своим сыновьям в совместное владение Зембицкое княжество. В 1464 году он также выкупил у князя Яна III Благочестивого последнюю треть Опавского княжества (предыдущие две трети были получены им в 1460 году у князя Николая I Опольского). Объединённое Опавское княжество Йиржи из Подебрад в 1465 году также передал в совместное владение трём своим сыновьям.
В 1466 году начался затяжная Война за чешскую корону, в которую оказались втянуты все соседние державы. Группа чешских магнатов во главе со Зденеком из Штернберка, недовольных правлением Йиржи из Подебрад, 28 ноября 1465 года образовала т.н. «Зеленогорский союз» и обратилась за помощью к папе. Викторин был назначен главнокомандующим королевской армией и разбил мятежников в сражении у Зомбковице-Слёнске (Франкенштейна). Император Фридрих III, до этого бывший сторонником Йиржи, после определённых колебаний также отступился от него. Возмущённый король Чехии в декабре 1467 года направил армию во главе с Викторином в Австрию. В этой ситуации на помощь папе и императору пришёл король Венгрии Матьяш Хуньяди, которому папа пообещал чешскую корону.
Военные действия происходили в основном на территории Моравии. Ставка Викторина находилась в Тршебиче, который 10-тысячная венгерская армия взяла штурмом 14 мая 1468 года. Викторин спасся в расположенном поблизости и хорошо укреплённом Тршебичском монастыре, где продержался до начала июня, когда с основными силами в Моравию пришёл его отец и снял осаду. Война продолжалась с переменным успехом, и в июне 1469 года у Весели-над-Моравой во время одного из сражений Викторин попал в плен. Он был заключён в тюрьму на два года в замках Тренчин и Вышеград. Освободиться ему удалось только в 1471 году, заплатив большой выкуп и тайно перейдя в католичество. В этом же году умер его отец, король Йиржи из Подебрад, объявив незадолго до этого своим наследником сына польского короля Владислава II Ягеллона.
В начавшемся после этого затяжном конфликте между венгерским королём Матьяшем Хуньяди и Ягеллонами Викторин из Подебрад поддерживал короля Венгрии, предоставляя ему вооружённую помощь в Силезии. Война завершилась Оломоуцким договором 1479 года, фактически разделившим Чешское королевство – корона и собственно Чехия достались Владиславу, а к Матьяшу отошли Моравия и почти вся Силезия.
В 1472 году произошёл раздел совместных силезских владений  между его сыновьями Йиржи из Подебрад Викторином, Йиндржихом и Гинеком. Викторину отходило Опавское княжество, Йиндржих получил во владение Кладское графство и Зембицкое княжество, Гинеку досталось родовое гнездо Подебрады и Костомлаты-над-Лабем.
Викторин неизменно сохранял верность королю Венгрии, но несмотря на это 12 мая 1485 года Матьяш Хуньяди, угрожая применением силы, вынудил его отказаться от Опавского княжества, передав ему взамен несколько замков в Словении, которые через два года у него отобрал. Опавское княжество было передано Яношу Корвину, внебрачному сыну Матьяша.
В 1490 году после смерти короля Венгрии Матвея Корвина чешский король Владислав II Ягеллон восстановил свою власть над Силезией и Моравией. Викторин из Подебрад надеялся, что Опавское княжество будет ему возвращено, но по неизвестным причинам король Чехии отказался вернуть Опавское княжество Викторину.
30 сентября 1500 года Викторин из Подебрад, лишённый владений, скончался в Цешине. Он был похоронен во францисканской церкви Пресвятой Богородицы Клодзко рядом со своей последней женой Маргаритой Палеолог. В 1558 году останки всех членов семьи были перенесены в княжескую усыпальницу в главном приходе церкви Успения Пресвятой Богородицы в Клодзко.

## Семья и дети
Викторин из Подебрад был трижды женат. В 1459 году он женился первым браком на Маргарите из Пиркштейна (ум. 1472), единственной дочери Гюнце Птачека из Пиркштейна(1404—1444). Дети от первого брака:
- Иоганна (1463—1496), муж с 1480 года князь Казимир II Цешинский (1449/1452 — 1528)

В 1473 году он вторично женился на Софии (1449/1453 — 1479), дочери князя Болеслава II Цешинского. Дети от второго брака:
- Вавржинец (ум. 1503)
- Бартоломей (ок. 1473 — 3 апреля 1515), дипломат
- Магдалена (ум. 1497), монахиня Ордена цистерцианцев в Тшебнице

В 1480 году Викторин из Подебрад в третий раз женился на Маргарите Палеолог (ум. 25 июля 1496), единственной дочери маркиза Джованни IV Монферратского. Дети от третьего брака:.
- Анна (умерла в детстве)
- Урсула (ум. после 1534), монахиня в монастыре Марии Магдалены в Свебодзице
- Аполлония (ум. до 1534), вначале была монахиней Ордена Святой Клары в Стшелине, затем вышла замуж за Эрхарда Квейса (ум. 1529).